# Angelo Venturelli
Angelo Venturelli (Faenza, 1º maggio 1958) è un ex calciatore italiano, di ruolo portiere.

## Caratteristiche tecniche
Portiere poco tecnico ma efficace, abile nel parare i rigori. Era leggermente ricurvo in avanti con la schiena.

## Carriera

### Club
Inizia la carriera professionistica nella stagione 1975-1976 da riserva del Cesena, quell'anno arrivato sesto in Serie A, senza collezionare presenze. L'anno successivo, all'età di diciotto anni, è titolare nel Riccione in Serie C, risultando il più giovane portiere della categoria. Nel 1977, venendo casualmente notato in Inghilterra da un osservatore del Bari durante una sua buona gara con la Nazionale di Serie C, viene ingaggiato dal club pugliese di serie cadetta, che lo acquista dal Cesena per duecento milioni di lire.
Esordisce in biancorosso contro il Varese, parando un rigore. Dopo sei gare s'infortuna al ginocchio e resta fuori dal campo due mesi. Nella seconda stagione barese è titolare e gioca 24 incontri, prendendo il posto di Graziano De Luca. Positiva la sua prova in Bologna-Bari di Coppa Italia 1978-1979, del 30 agosto 1978, in cui anche grazie alle sue parate i galletti si aggiudicano la vittoria per 1-0. Segue poi un alternarsi con l'altro portiere Marcello Grassi e un infortunio serio al ginocchio subito a Monza. Designato da Enrico Catuzzi titolare per l'anno 1981-1982, il suo campionato si ferma a causa di una grave lesione al legamento crociato del ginocchio sinistro, subìta in Catania-Bari, quinta giornata di campionato (nella stessa stagione il Bari non aveva ancora subito sconfitte fino a quella partita). È operato al ginocchio nel marzo 1982 ma non disputa altre gare nel Bari; difatti la società per sostituirlo ha ingaggiato nel novembre 1981 Bruno Fantini. In un'intervista del 2020, l'ex portiere ha dichiarato che l'intervento chirurgico gli fu inizialmente sconsigliato, allungandone la guarigione, e di non aver mai più recuperato la completa funzionalità del ginocchio.
Venduto dal Bari nel 1982 dopo cinque anni di militanza, gioca in varie squadre di terza serie; è titolare con il Parma, dove viene rinvigorito dal preparatore dei portieri Pietro Carmignani, l'Akragas allenata da Franco Scoglio, il Rimini (la seconda stagione) e il Chieti di Serie C2. Fra Parma e Akragas para 7 rigori su 9.
Fra il 1988 e il 1992 gioca nel Campionato Interregionale: a trentadue anni è riserva al Manfredonia, l'anno dopo lo è al Frosinone.
Disputa gli ultimi anni di carriera nelle categorie regionali: Sanvis (Prima Categoria), cinque anni a Perticara e uno a Carpegna (Seconda Categoria), uno a Torre Pedrera (Prima Categoria), due alla Juvenes dove vince il campionato di Prima Categoria. Infine è a Fratte di Sassofeltrio, in Terza categoria, all'età di quarantaquattro anni.